# Otto Linné Erdmann
Otto Linné Erdmann (11 d'abril de 1804, Dresden, Alemanya - 9 d'octubre 9 de 1869, Leipzig, Alemanya) fou un químic alemany.
Erdmann era fill de Karl Gottfried Erdmann, el metge que introduí la vacunació a Saxònia. El 1820 començà a assistir a l'acadèmia de medicina i cirurgia de Dresden, i el 1822 anà a estudiar a la Universitat de Leipzig, on el 1827 fou nomenat professor extraordinari, i el 1830 professor ordinari de la química. Aquest càrrec l'ocupà fins a la seva mort.
Destacà com a professor i el laboratori establert a Leipzig sota la seva direcció el 1843 fou considerat durant molt temps com una institució model. Com a investigador és conegut pels seus treballs sobre el níquel i l'indi i altres colorants. Amb R. F. Marchand (1813-1850) realitzà una sèrie de determinacions de masses atòmiques. El 1828, juntament ambl A. F. G. Werther (1815-1869), fundà la Journal fürr technische and ökonomische Chemie que es convertí el 1834 la Journal für praktische Chemie (Revista de química pràctica). També és l'autor de Über des Niquel (1827), Lehrbuch der Chemie (1828), Grundriss der Waarenkunde (1833) i Über des Studium der Chemie (1861).